# 玛尔·比提·阿普拉·乌苏尔
玛尔·比提·阿普拉·乌苏尔（约公元前984年—约公元前979年在位）（英語：Mar-biti-apla-usur）巴比伦第七王朝国王。即埃兰王朝的唯一君主。